# Jätteelenia
Jätteelenia (Elaenia dayi) är en fågel i familjen tyranner inom ordningen tättingar.

## Utbredning och systematik
Jätteelenia förekommer i tepuis i södra Venezuela och delas in i tre underarter med följande utbredning:
- Elaenia dayi tyleri – Duida, Huachamacare och Paru
- Elaenia dayi auyantepui – Auyan-Tepui
- Elaenia dayi dayi – Roraima, Kukenamk och Ptari-Tepui

## Status
IUCN kategoriserar arten som livskraftig.